# Numurkah
Numurkah (4 643 habitants) est une ville du Victoria, en Australie, située sur la Goulburn Valley Highway, à 37 kilomètres au nord de Shepparton, à 228 km au nord de Melbourne dans le Comté de Moira. Au recensement de 2006, Numurkah avait une population de 4643 habitants. La région était occupée par les aborigènes Yorta Yorta avant la colonisation par les Européens. Les squatters arrivèrent dans la région venant de Nouvelle-Galles du Sud à la fin des années 1830 et la commune de Numurkah fut fondée en 1875 et la poste ouverte le 2 novembre 1878.
La ville accueille un spectacle d'art en mars, un concours de pêche en avril, un championnat de go-kart en septembre et une exposition de voitures en décembre.